# Villaviciosa (Abra)
Villaviciosa est une municipalité située dans la province d'Abra, aux Philippines.